# Ukřižování svatého Petra (Caravaggio)
Ukřižování svatého Petra (italsky Crocifissione di San Pietro) je název obrazu italského barokního malíře Caravaggia.
Po dokončení dvou obrazů s výjevy ze života svatého Matouše – Povolání svatého Matouše a Umučení svatého Matouše – Caravaggiova sláva začala růst. Stal se vyhledávaným a žádaným umělcem. Vzápětí po dohotovení těchto děl, v září 1600, podepsal smlouvu na namalování dvou postranních obrazů do boční kaple v bazilice Santa Maria del Popolo.
V devadesátých letech 16. století Tiberio Ceraso, strážce pokladu papeže Klementa VIII., získal od augustiniánských mnichů úzkou kapli v příčné lodi baziliky. U tehdy dvou významných římských malířů, Annibale Carracciho a Caravaggia, si objednal její výzdobu. Carracci měl namalovat vysoký oltář s námětem Nanebevzetí Panny Marie a navrhnout fresky na klenbu s výjevy ze života svatých Petra a Pavla. Caravaggio měl podle smlouvy namalovat dva postranní obrazy zachycující scény Mučení svatého Petra a Obrácení svatého Pavla. Měly být namalovány na dvou cypřišových deskách do osmi měsíců.
Náměty obrazů měly v době probíhajícího Svatého roku 1600 symbolizovat probouzení „věčného města“ k novému životu, k znovuzrození křesťanství, které mělo svůj základ v apoštolátu svatého Petra a Pavla.
Přesně v duchu svého výtvarného a ikonografického pojetí je příběh obrazu Ukřižování svatého Petra zasazen do všedního světa; přesto symbolickým pojetím světla a tmy vytvořil velmi dojímavé, ale zároveň velmi sugestivní dílo. Svatý Petr, starý vousatý muž, přibíjený na kříž na vlastní žádost hlavou dolů, je prostý, jednoduchý člověk, jehož jakoby větrem ošlehaná tvář je tváří někdejšího rybáře z Betsaidy, vyrovnaně přijímajícího krutou smrt.
Realita současného světa je zřejmá i z postav popravčích; jsou to římští dělníci, špinaví a zpocení, kteří vypjatými svaly dokončují svou práci. Jejich obličeje jsou ve stínu, postavy jsou tak anonymní. Divák si při pohledu na velmi realisticky podanou scénu mimoděk uvědomuje krutou pravdu, vnímá obraz nesmírného utrpení a fyzické bolesti, kterou musel umírající Petr podstoupit. Navzdory této skutečnosti se apoštolova postava, přibitá na kříž velkými hřeby, vyznačuje naprostým klidem.
Velmi důležitými skutečnostmi jsou způsob a místo umístění obrazu a pohled svatého Petra: zdálo by se, že jeho zrak je upřený na jeho levou dlaň. Při pozornějším zkoumání je však zřejmé, že pohled přibitého Petra směřuje mimo rámec obrazu, ale ne na diváka, ale na obraz visící na protilehlé stěně kaple – na Obrácení svatého Pavla. Z toho vyplývá, že malíř měl již při koncipování těchto dvou děl jasnou představu o jejich ideové náplni: zatímco jednoho (Pavla) zachytil v momentě jeho spojení s křesťanskou vírou, druhého (Petra) na konci jeho životní i duchovní pouti.